# Berthold Klinghofer
Berthold Klinghofer (Păltinoasa, 20 maggio 1899 – Milano, 1975) è stato un pittore rumeno, di origine ebraica.

## Biografia
Dopo gli studi universitari frequenta l'Accademia di Vienna, l'Accademia "Grand Chaumiere di Parigi, l'Accademia Albertina di Torino e l'Accademia di Brera a Milano.
Ha partecipato a varie rassegne artistiche, fra le quali: Mostre collettive della Permanente di Milano (dal 1959 al 1968), Mostre collettive alla Società Artisti e Patriottica (Milano, dal 1959 al 1962), Biennale di Milano, Premio "famiglia Artistica Milanese" Milano (1961 ,1962), Premio nazionale Castelletto Ticino (1963), Mostra di gruppo al Modern Art Centre di Zurigo (1965), Mostra UIL USAIBA a Palazzo Reale, Milano (1964, 1965), Premio Rosetum, Milano (1965, 1966), Mostra della Resistenza, Milano (1966) dove la sua opera "Sadoma e Gomorra" è stata premiata, Mostra "La donna d'oggi nella pittura" Milano (1968).
Ha tenuto mostre in Romania a Cernauti (1938, 1939, 1940) ed a Bucarest (1939); Galleria Europa (1964) Milano; Galleria Levi (1970) Milano.